# 何鹿王
何鹿王（いかるがおう、生没年不詳）は、奈良時代の皇族。一時臣籍降下した際の氏姓は三長真人のち山辺真人。一品・舎人親王の孫、従四位上・守部王の子。

## 経歴
天平宝字8年（764年）藤原仲麻呂の乱後の叔父の淳仁天皇の廃位に伴って、兄弟の笠王・為奈王ら天皇の甥に当たる諸王とともに三長真人姓を与えられて臣籍降下させられ、丹後国への配流に処された。
光仁朝の宝亀2年（771年）7月に一旦王籍に戻されるが、同年9月には山辺真人姓とされて再び臣籍降下した。宝亀5年（774年）兄の山辺笠のみ王籍に復すが、何鹿は宝亀7年（776年）になって弟の猪名（為奈）とともに王籍に復している。

## 官歴
『続日本紀』による。
- 天平宝字8年（764年） 日付不詳：臣籍降下（三長真人）、流罪（丹後国）
- 宝亀2年（771年） 7月11日：復属籍。9月13日：臣籍降下（山辺真人）
- 宝亀7年（776年） 9月26日：復属籍